# Tipula larga
Tipula larga är en tvåvingeart som beskrevs av Alexander 1946. Tipula larga ingår i släktet Tipula och familjen storharkrankar. Inga underarter finns listade i Catalogue of Life.